# Xacobeo Galicia
La Xacobeo Galicia (codice UCI: XAC) era una squadra spagnola di ciclismo su strada maschile attiva nel professionismo dal 2007 al 2010. Ebbe per quattro anni licenza da Professional Continental Team, che le consentì di partecipare alle gare dei Circuiti continentali UCI e ad alcuni eventi del Calendario mondiale UCI, in particolare a corse spagnole come Vuelta a España, Volta Ciclista a Catalunya e Clásica San Sebastián.

## Storia
La squadra nacque con il nome di Karpin Galicia nella stagione 2007, grazie all'interessamento del calciatore estone Valerij Karpin, del manager spagnolo Rodrigo Rodríguez e della comunità autonoma della Galizia, che avrebbe sponsorizzato per quattro anni il team. La squadra assunse licenza Professional Continental e iniziò a partecipare agli eventi previsti dal calendario dell'UCI Europe Tour, ma riuscì anche ad accedere a eventi ProTour di importanza nazionale, compresa la Vuelta a España.
Nel 2008, nel mese di agosto, la squadra cambiò sponsorizzazione e nome, divenendo Xacobeo Galicia, dal nome del programma di tutela e protezione il cammino di Santiago di Compostela. Fra il 2008 e il 2009 arrivarono i due successi più importanti della squadra, ovvero due tappe della Vuelta a España a opera rispettivamente di David García Dapena e di Gustavo César Veloso.
Nel 2010 Ezequiel Mosquera vinse la tappa di Bola del Mundo alla Vuelta a España e si piazzò secondo nella classifica generale della corsa; il prestigioso risultato gli venne però presto revocato per positività all'antidoping. Nel settembre dello stesso anno venne annunciato il fallimento della squadra, con conseguente abbandono dell'attività ciclistica proprio al termine dell'anno giacobeo.

## Cronistoria

### Annuario
| Anno | Codice | Nome                                                | Cat. | Biciclette | Dirigenza |
| ---- | ------ | --------------------------------------------------- | ---- | ---------- | --- |
| 2007 | KGZ    | Karpin Galicia                                      | PCT  | Orbea      | Manager: Valerij Karpin, Joan Mas, Rodrigo Rodríguez Dir. sportivi: Jesús Blanco, Álvaro Pino, José Ángel Vidal |
| 2008 | KGZ    | Karpin Galicia Xacobeo 2010-Galicia (dal 27 agosto) | PCT  | Orbea      | Manager: Rodrigo Rodríguez Dir. sportivi: Jesús Blanco, Álvaro Pino, José Ángel Vidal                           |
| 2009 | XGZ    | Xacobeo-Galicia                                     | PCT  | Orbea      | Manager: Rodrigo Rodríguez Dir. sportivi: Jesús Blanco, Álvaro Pino, José Ángel Vidal                           |
| 2010 | XAC    | Xacobeo-Galicia                                     | PCT  | Orbea      | Manager: Pedro Alfaro Dir. sportivi: Jesús Blanco, Álvaro Pino, José Ángel Vidal                                |

### Classifiche UCI
Nel 2005 fu introdotto l'UCI ProTour e, parallelamente, i Circuiti continentali UCI; dal 2009 le gare del circuito ProTour sono state integrate nel Calendario mondiale UCI, poi divenuto UCI World Tour.
| Anno | Class.     | Pos. | Migliore cl. individuale   |
| ---- | ---------- | ---- | -------------------------- |
| 2007 | Europe T.  | 25º  | Eladio Jiménez (19º)       |
| 2008 | Europe T.  | 40º  | Ezequiel Mosquera (93º)    |
| 2009 | Europe T.  | 41º  | David García Dapena (105º) |
| 2009 | World Cal. | 41º  | David García Dapena (105º) |
| 2010 | Europe T.  | 24º  | Ezequiel Mosquera (60º)    |
| 2010 | World Cal. | 21º  | Ezequiel Mosquera (31º)    |

## Palmarès

### Grandi Giri
- Giro d'Italia

Partecipazioni: 1 (2009)
Vittorie di tappa: 0
Vittorie finali: 0
Altre classifiche: 0
- Tour de France

Partecipazioni: 0
Vittorie di tappa: 0
Vittorie finali: 0
Altre classifiche: 0
- Vuelta a España

Partecipazioni: 4 (2007, 2008, 2009, 2010)
Vittorie di tappa: 2
2008 (David García Dapena)
2009 (Gustavo César Veloso)
Vittorie finali: 0
Altre classifiche: 0

### Campionati nazionali
Strada
- Campionati portoghesi: 1

Cronometro Under-23: 2010 (Nélson Oliveira)